# Ludogorie

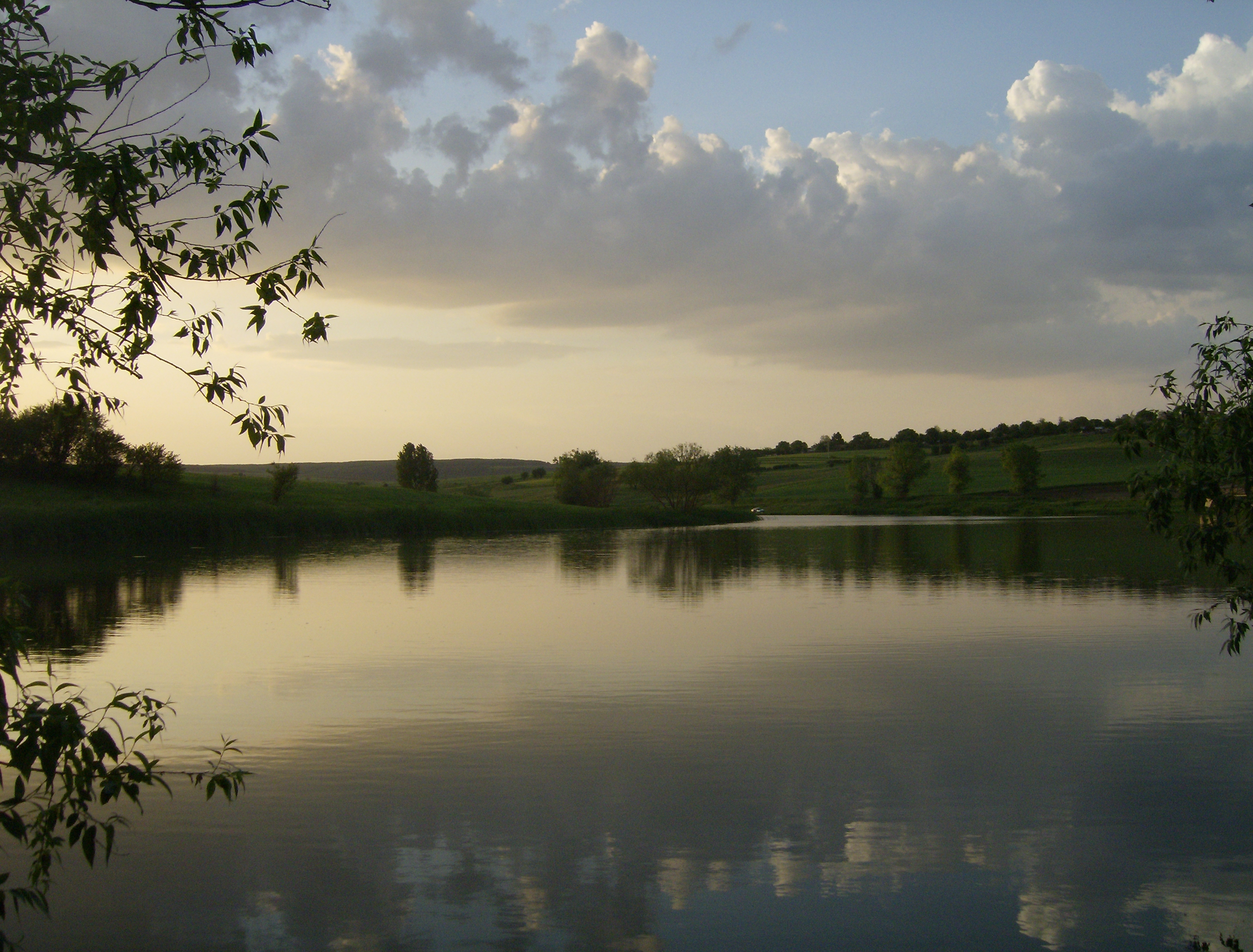
Por do Sol em Ludogorie

Ludogorie (em búlgaro:  Лудогорие, habitualmente usado com um artigo definido, Лудогорието, Ludogorieto) é uma região natural do nordeste da Bulgária, banhada pelo rio Provadiya e que inclui os oblasti de Razgrad, a parte norte do de Shumen e a parte oriental do de Ruse.
O nome da região em búlgaro, que significa "bosque louco", é a tradução literal do nome dado à região Deliorman (bosques selvagens), pelos turcos. De facto, esta região esteve coberta até ao final do século XVIII por grandes florestas que se juntavam Às dos Grandes Balcãs. As florestas foram quase totalmente destruídas.
A região de Ludogorie forma a sul do rio Danúbio, um vasto planalto do qual uma parte está na planície do Danúbio e outra são pequenas colinas.
As cidades principais da região são Razgrad, Pliska, Novi Pazar e Isperih.